# Psihofarmaci
Psihofarmaci, psihoaktivne tvari ili psihotropne tvari su kemijske tvari, izrazitog farmakološkog učinka, koje mijenjaju moždanu funkciju, što rezultira s privremenom promjenom percepcije, raspoloženja, svijesti ili ponašanja. Drugim riječima, psihofarmaci su tvari koje djeluju na psihu, a obuhvaćaju različite lijekove, droge i druga sredstva ovisnosti.

## Lijekovi
Ovakve supstance se mogu koristiti kao lijek (posebice u liječenju neuroloških i psihičkih bolesti), rekreativno, u znanstvenim istraživanjima ili pak u spiritualne svrhe.
Psihofarmaci su lijekovi koji zahtijevaju posebni tretman jer su namijenjeni duševnim bolesnicima koji "mogu biti u stanju nemogućnosti slobodnog opredjeljenja za uzimanje ili neuzimanje tih lijekova". Definicija lijekova je podosta varira, pa se pravnom definicijom nastoji obuhvatiti sve relevantne osobine za svako buduće postupanje. Prema hrvatskim zakonima (Zakon o lijekovima), "lijekovi su tvari ili mješavine tvari za koje je znanstvenim putem i prema postupku propisanom Zakonom o lijekovima i medicinskim proizvodima utvrđeno da se u određenim količinama i na određen način mogu primjenjivati na ljudima radi otkrivanja, sprječavanja i liječenja bolesti, postavljanja medicinske dijagnoze, obnavljanja, ispravljanja ili prilagodbe fizioloških funkcija, odnosno radi postizanja drugih medicinski opravdanih ciljeva". Lijekovi prema toj definiciji nisu samo sredstava za liječenje raznih bolesti, a psihofarmaci su obuhvaćeni opširnijom definicijom, jer ih se koristi radi sprječavanja i liječenja bolesti. Psihofarmaci su razvrstani u skupinu lijekova N Anatomsko-terapijsko-kemijske klasifikacije lijekova (živčani sustav). Po toj klasifikaciji nisu navedeni kao posebna glavna terapijska skupina u koju bi se onda uključile terapijske podskupine, nego su pojedine skupine psihofarmaka navedene kao glavne terapijske skupine.
Mnogi psihofarmaci (u prvom redu stimulansi i depresori središnjeg živčanog sustava) izazivaju naviku, stoga dugotrajnom primjenom može doći do razvoja psihičke i/ili fizičke ovisnosti.

## Podjela psihofarmaka

### Psiholeptici
- Anksiolitici, sedativi i hipnotici
  - Alkohol
  - Benzodiazepini
  - Barbiturati
  - Z-lijekovi
- Antipsihotici
  - tipični
  - atipični
- Stabilizator raspoloženja
  - Litij

### Psihoanaleptici
- Antidepresivi
  - TCA (triciklički antidepresivi)
  - MAOI (inhibitori monoaminooksidaze)
  - SSRI (selektivni inhibitori ponovne pohrane serotonina)
  - SNRI (inhibitori ponovne pohrane serotonina i noradrenalina)
  - DNRI (inhibitori ponovne pohrane dopamina i noradrenalina)
  - NRI (inhibitori ponovne pohrane noradrenalina)
  - Analozi melatonina
  - Modulatori serotoninskog sustava
  - Modulatori glutamatnog sustava
- Psihostimulansi
  - Amfetamini
  - Metilfenidat
  - Kokain
  - Kofein
  - Nikotin
- Nootropici
  - Modafinil
  - Adrafinil
  - Racetami
- Lijekovi protiv demencije

### Psihodisleptici
- Halucinogeni
  - Psihodelici
  - Disocijativi
  - Delirianti

## Shema psihofarmaka
Sljedeći Vennov dijagram pokušaj je organizacije i pružanja osnovnog prikaza najčešćih psihofarmaka u preklapajućim grupama i podgrupama bazirano na farmakološkoj klasifikaciji mehanizama djelovanja.
Predmeti u svakoj od podgrupa su približno bliski onima sa sličnim djelovanjem, te također prate ukupni smještaj sukladno legendi ispod dijagrama. Primarna preklapanja prikazana su miješanjem boja.

### Legenda
- Plavo: Jačina djelovanja stimulansa raste prema gore lijevo.
- Crveno: Jačina djelovanja depresora raste prema dolje desno.
- Zeleno: Psihodelično djelovanje halucinogena raste prema lijevo, a disocijativno prema desno. Predvidljivost učinka pada prema dolje desno, a potentnost se smanjuje prema dnu.
- Blijedoružičasto: Takozvani "antipsihotici". Novi kontroverzni dodatak grafikonu.

#### Podsekcije
- Bijelo: Preklapanje svih tri glavnih sekcija (Stimulansi, Depresori i Halucinogeni) — Primjer: kanabis ima efekte iz sva tri odjeljka.
- Magenta (purpurno): Preklapanje Stimulansa (Plavo) i Depresora (Crveno) — Primjer: nikotin ima učinke oba.
- Cijan (svjetlo plavo): Preklapanje stimulansa (Plavo) i psihodelika (Zeleno) — Glavni psihodelici imaju i stimulirajući učinak.
- Žuto : Preklapanje Depresora (Crveno) i disocijativa (Zeleno) — Glavni disocijativi imaju depresivni učinak.

## Djelovanje psihofarmaka
Postoje brojni načini na koji psihofarmaci mogu djelovati na mozak. Neki djeluje na neurone presinaptički, drugi djeluju postsinaptički dok neki ne djeluju na sinapsu, nego na akson. Slijedi pregled mehanizama djelovanja psihofarmaka:
1. Sprječavanje akcijskog potencijala od početka
  - Lidokain, TTX (povezuju se s naponsko-povezanskim natrijevim kanalima, tako da akcijski potencijal ne putuje pri stvaranju minimalnog praga potencijala)
2. Neurotransmiterska sinteza
  - Povećanje - L-Dopa, triptofan, kolin (prekursori)
  - Smanjenje - PCPA (inhibira sintezu 5HT)
  - Uzrokuje povećanje senzitivnosti pet osjeta, zbog povećanog broja signala koji se šalju u mozak.
3. Neurotransmitersko pakiranje 
  - Povećanje - MAO Inhibitori
  - Smanjenje - Resperin (strara praznine u sinaptičkim vezikulama kateholamina)
4. Neurotransmitersko otpuštanje
  - Povećanje - Pauk crna udovica (Ach)
  - Smanjenje - toksin botulin (Ach), tetanus (GABA - gama aminomaslačna kiselina)
5. Agonisti - Mimikrija originalnih NT i aktivacija receptora
  - Muskurain, Nikotin (Ach)
  - AMDA, NMDA (Glu)
  - Alkohol, Benzodijazepini (GABA)
6. Antagonisti - Vezanje na receptor i blokiranje aktivacije
  - Atropin, Kurare (Ach)
  - PCP (Glu)
7. Sprječavanje razgradnje acetilkolina - 
  - Insekticidi, Nervni plin
8. Sprječavanje ponovne pohrane
  - Kokain (DA), Amfetamini (E)
  - Triciklici, SSRI

- na osnovu predavanja u NSC 201, Vanderbilt University (opaska: predavanje na nižoj razini dodiplomske nastave nije dovoljni citat)

## Psihoaktivne droge
Psihoaktivne droge (opojne droge, ili samo droge) su prirodne, polusintetske ili sintetske tvari u krutom, tekućem ili plinovitom stanju koje unošenjem u organizam dovode do (najčešće ugodnih) tjelesnih i psihičkih promjena.
Većina droga djeluje na centar za nagradu u mozgu te može izazvati psihičku i/ili fizičku ovisnost.
Često se pogrešno nazivaju narkotici i opijati.
Termin “narkotik”  (grč. ναρκῶ [narkō] – utrnuti) odnosi se na sve psihoaktivne tvari koje ublažuju bolove, izazivaju euforiju, otupljenje osjetila (anesteziju) ili dubok san (narkozu) , dok su “opijati” djelatne tvari dobivene iz opijuma.

Prema tome, neke droge (npr. amfetamini) u strukovnom smislu nisu ni narkotici niti opijati.
Morfin, s druge strane, je ujedno i narkotik i opijat.
Najčešće korištene droge (i druga sredstva ovisnosti) u Hrvatskoj su alkohol, duhan, kofein, marihuana, opijati, kokain i amfetamini.

### Kratka povijest uporabe droga
Upotreba psihoaktivnih droga nije nov fenomen. Arheološki dokazi ukazuju na to da uporaba psihoaktivnih tvari datira unazad bar 10,000 godina, a povijesni dokazi uporabe u okviru kultura kroz zadnjih 5,000 godina.
Medicinska uporaba igra veliku ulogu, no potreba mijenjanja nečije svijesti prvenstveno je usmjerena na zadovoljavanje poriva žeđi, gladi i seksualne žudnje.
Upućuju se kritike marketingu, dostupnosti i pritisku modernog života kao razlogu zašto je današnje društvo u toj mjeri preplavljeno gutanjem tableta, srkanjem kave, pijuckanjem piva, ali može se pogledati unazad u povijest, ili na dijete s njegovom željom za igrom više nego za drugim aktivnostima da bi se vidjelo da poriv je promijeniti stanje svijesti univerzalan.
Ova povezanost nije ograničena na ljude. Začudan broj životinja konzumira različite psihoaktivne biljke i životinje, plodove pa čak i fermentirano voće, te jasno postaju intoksicirane. Tradicionalne legende o svetim biljkama često sadrže reference o životinjama koje su upoznale ljude o tome kako se koriste. 
Biologija sugerira evolucijsku povezanost između psihoaktivnih biljaka i životinja, kao i zašto ove kemikalije i njihovi receptori postoje u živčanom sustavu.

## Poveznice
- Zloupotreba psihoaktivnih supstanci
- Stimulansi
- Depresori
- Halucinogeni
- Medikacija
- Rekreativna zlouporaba droga
- Ovisnost
- Politoksikomanija
- Narkomanija

## Vanjske poveznice
- Ovisnosti - časopis
- Podjela droga  Arhivirana inačica izvorne stranice od 4. ožujka 2007. (Wayback Machine)
- Rehabilitacija, važne stvari za znati (eng)  Arhivirana inačica izvorne stranice od 22. kolovoza 2007. (Wayback Machine)
- Ured za suzbijanje zlouporabe opojnih droga  Arhivirana inačica izvorne stranice od 12. veljače 2006. (Wayback Machine)